# İmamkullu

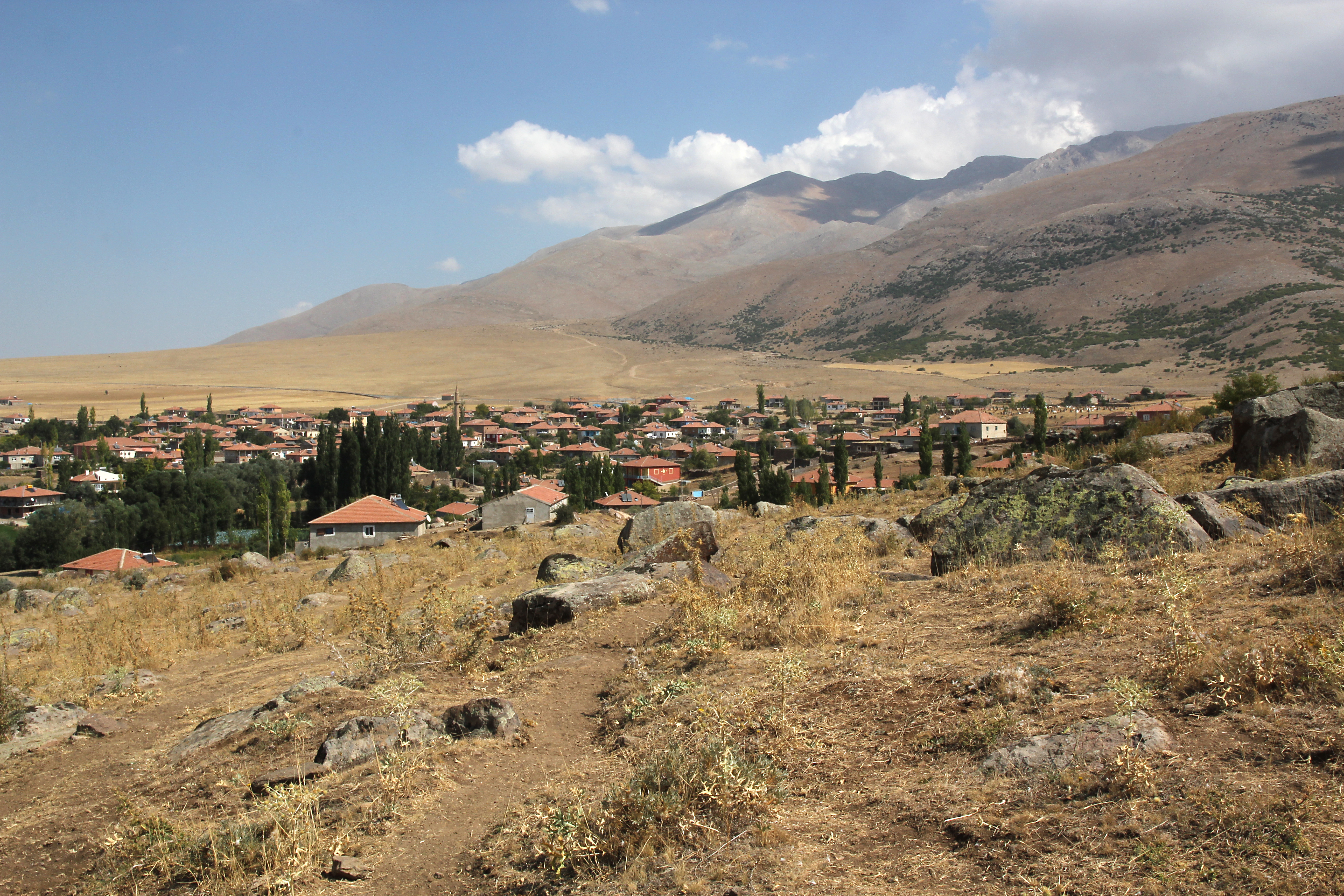
İmamkullu von Süden

İmamkullu ist ein Dorf im Landkreis Tomarza der türkischen Provinz Kayseri. İmamkullu liegt etwa 25 Kilometer südwestlich der Kreisstadt Tomarza am Westhang des Bey Dağı auf einer Höhe von etwa 1550 Metern. 1990 hatte der Ort 1188 Einwohner, 2020 waren es noch 778.
Die Einwohner des Dorfes beziehen ihren Lebensunterhalt hauptsächlich über die Landwirtschaft und Viehzucht.
Das Dorf hat neben einer Moschee eine Grund- und Mittelschule.
Die montane Lage des Dorfes sorgt für extrem kalte Winter. Selbst im Sommer sind die Nächte überaus kühl.
Das Dorf grenzt an den Berg Beydağı. Tahtakemer und Köseler sind die Nachbardörfer Imamkullus.
Südlich des Dorfes liegt ein hethitisches Felsrelief.